# Dypsis canescens
Espèce
Statut de conservation UICN

 DD  : Données insuffisantes
Dypsis canescens est une espèce de palmiers (Arecaceae), endémique de Madagascar. En 1995 elle était considérée comme une espèce éteinte à l'état sauvage. En 2012 les données étaient insuffisantes.